# A son de Guerra
A son de Guerra es el título del 11°. álbum de estudio grabado por el cantautor dominicano Juan Luis Guerra y su grupo 4.40. Fue lanzado al mercado por la compañía discográfica Capitol Latin el 8 de junio de 2010. El álbum ganó el Premio Grammy Latino al Álbum del Año en la 11°. edición anual de los Premios Grammy Latino celebrada el jueves 11 de noviembre de 2010. Es la segunda vez que el artista gana el premio al álbum del año

## Lista de canciones
1. No aparecen - 3:17
2. La Guagua - 3:25
3. Mi bendición - 3:10
4. La Calle (con Juanes) - 3:35
5. Bachata en fukuoka - 3:12
6. Apaga y vámonos - 3:16
7. Son al Rey - 3:32
8. Cayo arena - 3:25
9. Arregla los papeles - 3:33
10. Lola's mambo (con Chris Botti) - 3:02
11. Caribbean blues (*) [Bonus Track] - 3:35

- Datos: Q4659664